# 波蘭電視台第二台
波蘭電視台第二台（波蘭語：TVP2）是波蘭電視台一條於1970年開播的電視頻道，主要播放綜藝和文化節目。這條頻道在2012年6月1日正式開播高清電視訊號，並於2017年4月7日關閉衛星「Eutelsat Hot Bird」標清電視訊號。